# 孙林夫
孙林夫（1963年—），汉族，中华人民共和国政治人物、第十一届全国政协委员。
担任国家863计划专家组成员、西南交通大学CAD工程中心主任、博士生导师。2008年，当选第十一届全国政协委员，代表无党派人士，分入第十五组。